# نوکن (سیرجان)
نوکن، روستایی از توابع بخش گلستان شهرستان سیرجان در استان کرمان است.

## جمعیت
این روستا در دهستان گلستان قرار دارد و براساس سرشماری مرکز آمار ایران در سال ۱۳۹۵، جمعیت آن ۱۵۱ نفر (۴۴ خانوار) بوده‌است.